# دهستان کبوترسرخ
دهستان کبوترسرخ نام دهستانی در بخش مرکزی شهرستان چادگان، استان اصفهان در ایران است.

## جمعیت
براساس سرشماری مرکز آمار ایران در سال ۱۳۸۵، جمعیت آن ۸۹۲۲ نفر (۲۲۰۴ خانوار) بوده‌است.